# Peleteria vittata
Peleteria vittata là một loài ruồi trong họ Tachinidae.